# Zapotèque de Cajonos
Le zapotèque de Cajonos (ou zapotèque de Villa Alta du Sud, zapotèque de Yaganiza, zapotèque de San Pedro Cajonos) est une variété de la langue zapotèque parlée dans l'État de Oaxaca, au Mexique.

## Localisation géographique
Le zapotèque de Cajonos est parlé dans les villes de San Pedro Cajonos (en), San Francisco Cajonos (en), San Mateo Cajonos (en), San Miguel Cajonos, San Pablo Yaganiza (en), et Santo Domingo Xagacía (en) dans le nord de  l'État de Oaxaca, au Mexique,.

## Utilisation
Il est parlé par environ 5 000 personnes au Mexique en 1993, beaucoup de ses locuteurs sont monolingues. Il est utilisé comme langue seconde par les locuteurs du zapotèque de Santa Catarina Albarradas. Il existe des écoles primaires bilingues et un dictionnaire a été édité.

## Dialectes
Le zapotèque de Cajonos possède les dialectes du zapotèque de Cajonos nucléaire, de San Mateo, de Xagacía et de Yaganiza (des deux derniers étant similaires). Le dialecte principal est intelligible à 73 % avec le zapotèque de Zoogocho.

## Écriture
Un alphabet zapotèque est établi en 1984 par la Commission régional pour l’implémentation de l’alphabet zapotèques et est utilisé dans les livres scolaires. La SIL utilise une version différente de l’alphabet, avec des lettres à macron souscrit pour les consonnes fortes ‹ ḻ, ṉ, x̱, c̱h › plutôt que le h après les consonnes douces ‹ lh, nh, xh, chh › qui sont plus fréquentes.